# ОШ Бора Станковић Ново Село
ОШ „Бора Станковић” у Новом Селу, једна је од установа основног образовања на територији општине Трговиште.